# Наталия Гусева
Наталия Евгениевна Гусева (по мъж Мурашкевич, на руски: Ната́лья Евге́ньевна Гу́сева (Мурашке́вич) е знаменита съветска киноактриса. Снима се във филми за деца и юноши. Става популярна с ролята си в телевизионния сериал „Гостенка от бъдещето“ като Алиса Селезньова.

## Биография
Родена е на 15 февруари 1972 година. След завършване на училище в 1989 година постъпва в Московския държавен технически университет със специалност биотехнологии. Завършва в 1994 година. Работи известно време в Московския научноизследователски институт като научен сътрудник. Наталия е един от ръководителите на компанията, разработваща и произвеждаща „имуноферментни тест системи“ за диагностика на различни инфекциозни заболявания. По-късно прекъсва работа и се отдава на семейството и по-малката си дъщеря София Сергеевна Амбиндер (р. февруари 2013).
В 1993 година се омъжва за Денис Мурашкевич и от него има дъщеря Алеся, която се ражда на 14 декември 1996 година. В 2001 година Наталия и Денис се развеждат. На 18 юли 2013 година се омъжва за Сергей Лвович Амбиндер (роден на 16 април 1975 година) – дизайнер, арт-директор на благотворителния фонд „Росфонд“, ръководен от баща му Лев Сергеевич Амбиндер.

## Филмография
- Опасные пустяки (1983)
- Гостья из будущего („Гостенка от бъдещето“, 1985) – Алиса Селезньова
- Гонка века (1986)
- Лиловый шар (1987) – Алиса Селезньова
- Воля Вселенной (1988)